# Лютий (фільм)
Лютий — радянський художній фільм 1973 року, знятий на кіностудії «Казахфільм».

## Сюжет
Події у фільмі відбуваються на початку 20 століття. Хлопчик, який рано залишився без батьків, поселяється в будинку дядька і, всупереч волі дорослих, бере в будинок вовченя Лютого. Але постійне цькування оточуючих призводить до того, що хлопчик відпускає Лютого на свободу, а сам залишає дядьків будинок. Проходить час. Хлопчик, пошкодувавши дядька, повертається, а Лютий стає ватажком вовчої зграї.

## У ролях
- Камбар Валієв — Курмаш
- Суйменкул Чокморов — Ахангул (дублював Армен Джигарханян)
- Аліман Джангорозова — бабуся, мати Ахангула
- Каргамбай Сатаєв — Хасен
- Нуржуман Іхтимбаєв — син бая
- Мухамедкалі Таванов — епізод

## Знімальна група
- Режисер — Толомуш Океєв
- Сценаристи — Андрій Кончаловський, Едуард Тропінін
- Оператор — Кадиржан Кидиралієв
- Композитор — Дунгенбай Ботбаєв
- Художник — Віктор Ледньов